# Tierra Caliente (Michoacán)
La Tierra Caliente Michoacana son las planicies bajas de las cuencas de los ríos Tepalcatepec y Balsas, ubicadas entre Eje Neovolcánico y la Sierra Madre del Sur. Regadas por ríos y manantiales, se caracterizan por altas temperaturas, escasez de lluvias y gran biodiversidad.
Abarca desde el municipio de Tepalcatepec con límites de Jalisco hasta San Lucas en los límites con el Estado de Guerrero. Forma parte de la macrorregión interestatal de Tierra Caliente, situada entre los estados de Michoacán, Estado de México y Guerrero.
Sus temperaturas son extremadamente calurosas que incluso superan los 50 °C durante el verano, aunque disminuyen hasta los 10 °C en invierno solo en algunos municipios más elevados.

## Municipios

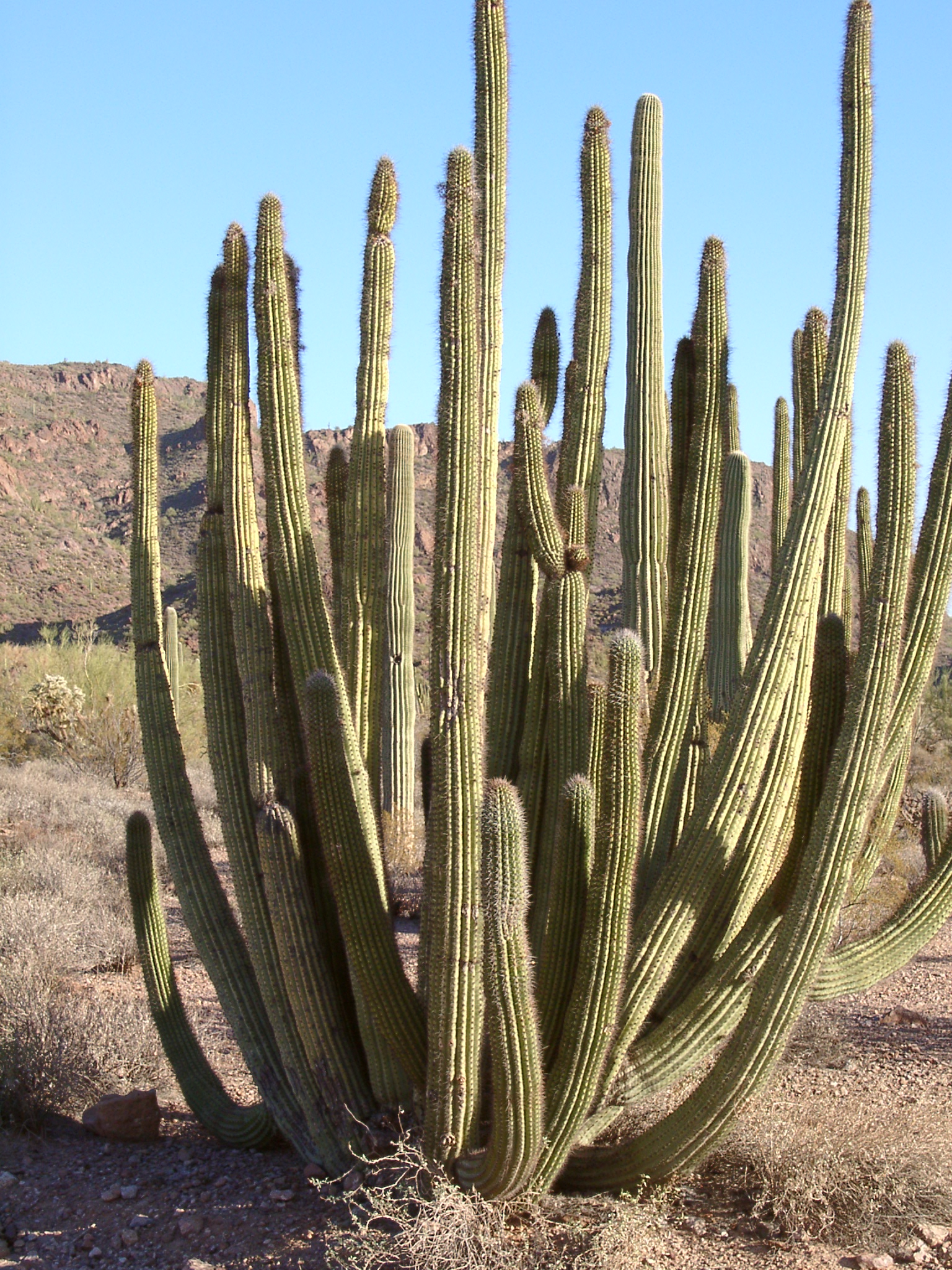
Especie endémica de Tierra Caliente

En Michoacán la Tierra Caliente se divide en dos valles: el valle de Apatzingán-Tepalcatepec y el valle de Huetamo, al igual, forman parte de la depresión del Balsas-Tepalcatepec.

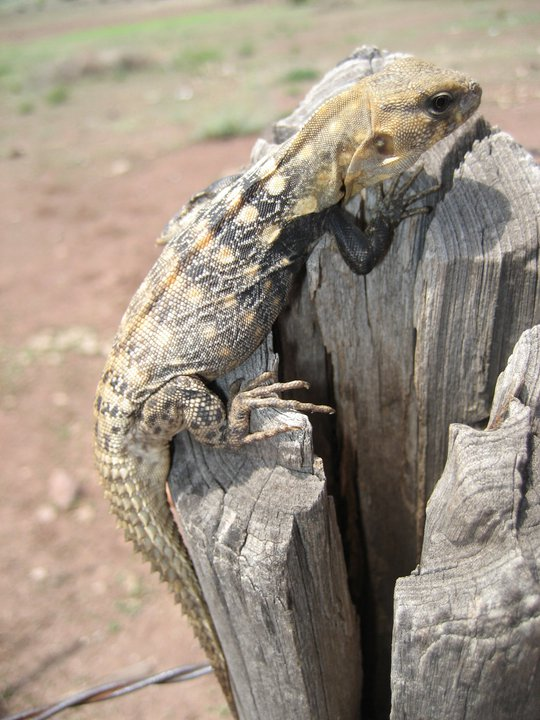
Nopiche de Tierra Caliente.

Valle de Apatzingán-Tepalcatepec (Depresión del Tepalcatepec):
- Apatzingán, 240 m s. n. m.
- Nueva Italia (Múgica), 440 m s. n. m.
- Buenavista, 470 m s. n. m.
- Parácuaro, 570 m s. n. m.
- La Huacana, 470 m s. n. m.
- Tepalcatepec, 370 m s. n. m.
- Aguililla, 870 m s. n. m.
- Gabriel Zamora, 640 m s. n. m.
- Nuevo Urecho, 683 m s. n. m.

Valle de Huetamo (Depresión del Balsas):
- Huetamo, 310 m s. n. m.
- Turicato, 740 m s. n. m.
- Tiquicheo de Nicolás Romero, 380 m s. n. m.
- Tuzantla, 649 m s. n. m.
- Nocupétaro, 663 m s. n. m.
- Carácuaro, 545 m s. n. m.
- Churumuco, 281 m s. n. m.
- San Lucas, 312 m s. n. m.

## Historia
Cuando los españoles llegaron a la Tierra Caliente, la región estaba poblada por tarascos, nahuas, matlazincas, ocuiltecos, otomíes, chontales y cuitlatecos. Originalmente la mayor parte de la Tierra Caliente formaba parte de la Provincia de Michoacán. Los frailes franciscanos y agustinos se dieron a la tarea de congregarlos mientras los españoles fundaban haciendas cerca de fuentes de agua y se dedicaban a la cría de ganado y a la siembra de maíz, frijol y gran variedad de cultivos comerciales.
La fertilidad de la Tierra Caliente fue bien aprovechada por los españoles, quienes introdujeron cultivos tropicales y promovieron la producción de frutos de la región. Desde el siglo XVI se desarrolló un comercio activo con las tierras altas que floreció durante la segunda mitad del siglo XVIII. El aumento de las inversiones para la producción de algodón, arroz, azúcar, cacao y añil hicieron de la Tierra Caliente un lugar de oportunidades: se establecieron comunidades agrícolas y ranchos dedicados a la ganadería en suelos de poco valor. Esto debió de forjar el carácter reacio y autónomo que caracterizó a la heterogénea población de Tierra Caliente en vísperas de la Independencia de México. 

## Geografía

### Fisiografía y relieve
Tierra Caliente se enmarca dentro de la provincia fisiográfica de la Sierra Madre del Sur, y está compuesta predominantemente por tres subprovincias: la Depresión del Balsas al este, la Cordillera Costera del Sur en la parte central y la Depresión del Tepalcatepec al oeste.
La Depresión del Tepalcatepec consiste en una secuencia volcano-sedimentaria formada por flujos piroclásticos, detríticos, lahares y rocas terrígenas —formadas por desintegración mecánica de rocas preexistentes— de tiempos del Pleistoceno-Holoceno, y de depósitos fluviales/fluviolacustres procedentes de la meseta Purépecha a causa de derrames magmáticos y de ceniza, así como por escurrimientos de material fluvial desde las montañas. En el relieve abundan las planicies, aunque se pueden encontrar rampas de piedemonte hacia el este y oeste y montañas volcánicas como el Cerro la Cofradía (700 m. s. n. m.), dentro de la sierra de Acahuato.

Por otra parte, la Depresión del Balsas se localiza justo abajo de la megaforma de Mil Cumbres y está formada por valles intermontanos y sierras que van desde los 2000-3000 metros de altura. La depresión está relacionada con el Terreno Compuesto Guerrero, el cual está conformado por un basamento de rocas metamórficas de tiempos del Jurásico sobre la que descansan secuencias marinas del Cretácico ligadas a un arco volcánico. En especial, se relaciona con el subterreno Zihuatanejo del terreno Guerrero, el cual se divide al oriente en la «sucesión volcano-sedimentaria Huetamo», donde se localizan afloramientos de rocas metaturbidíticas precretácicas, así como sucesiones continentales y marinas; al occidente, por otro lado, se divide en la sucesión volcano-sedimentaria Zihuatanejo-Colima. Al noroccidente de la depresión del Balsas se halla la formación Cutzamala,  conformada de sucesiones de conglomerados, limolitas y areniscas, en la que se identifican facies sedimentarias, debido a depósitos fluviales y valles inundables. Su formación remonta el Paleoceno tardío. Al este de la formación Cutzamala se encuentra la sucesión Huetamo, con mesetas de aluvión, cañadas, valles y sierras del Neógeno, conformado por rocas plutónicas pertenecientes al Cretácico-Paleógeno. Al oriente de la depresión del Balsas el relieve está constituido por montañas de origen téctono-volcánico, con una rampa de piedemonte entre el municipio de Nocupétaro y el municipio de Turicato, de origen coluvial. Al centro de la depresión, se ubica el anticlinal de Tzitzio, una discordancia estatigráfica que va de norte a sur, de Mil Cumbres hasta Huetamo, y separa rocas del Mesozoico arriba de las del Cenozoico; eran materiales depositados que se plegaron y se distorsionaron entre el Triásico-Jurásico. El relieve es de origen estructuro-tectónico y predominan las montañas. Al sur de la megaforma del Balsas se localiza la formación San Lucas, una sucesión marina de turbiditas al sur y de conglomerados, lutitas y areniscas al norte; rodea el anticlinal de Tzitzio y en la formación se encuentra una falla de norte-sur.

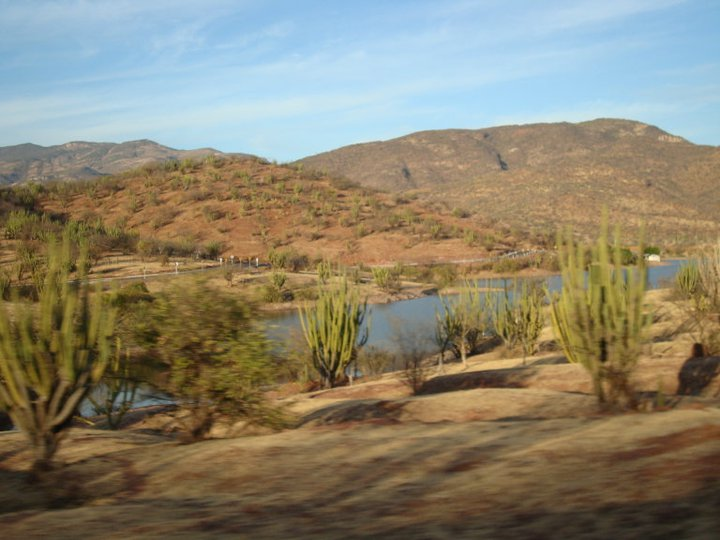
Así luce el paisaje en el valle de Churumuco, una de las zonas más bajas de la región.

La altitud de la región es muy variada, puesto que se pueden encontrar zonas que rondan los 150 m s. n. m. en la parte baja de los municipios de Churumuco y La Huacana, mientras que existen zonas que se acercan a los 2000 m s. n. m. en los cerros. Las montañas que se localizan en la región son predominantemente de origen volcánico y tectónico-volcánico. Las de mayor altura se localizan al este, en particular en el municipio de Turicato, donde se localizan los cerros Pino Alto (1700 m. s. n. m.), El Malacate (1800 m. s. n. m.), Los Añiles (1900 m. s. n. m.), así como el cerro San Antonio (1800 m. s. n. m.), en el municipio de Churumuco.

### Climatología

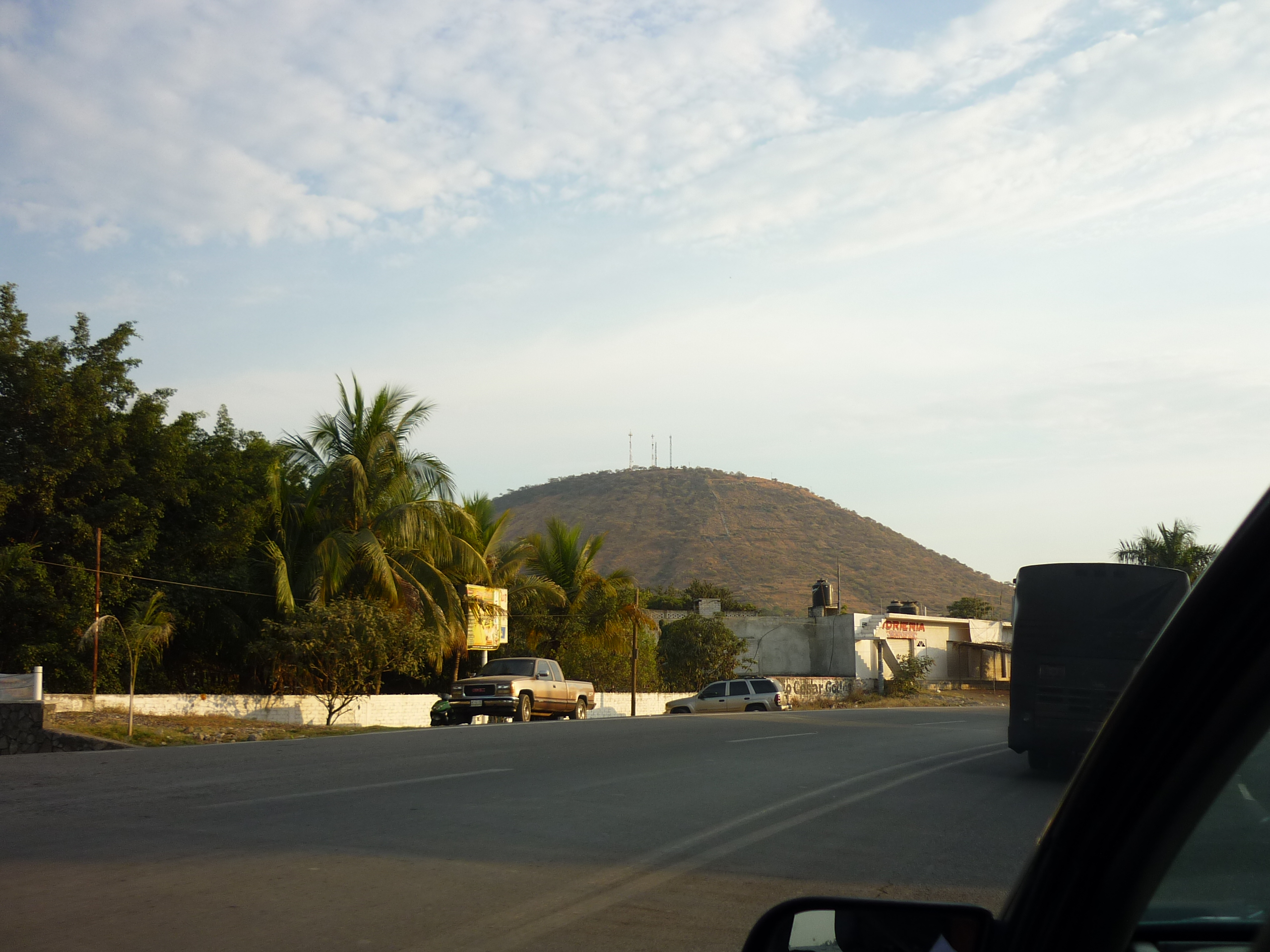
Municipio de Múgica (Nueva Italia).

Esta región se caracteriza por sus altas temperaturas así como su baja humedad que se mantiene por debajo de 20 %  llegando a estar a 5 % en los meses más secos y en temporada de lluvia pudiendo elevarse a 60 %  pero la mayoría del año muy baja. Para estas condiciones la baja altura de la región y la sombra orográfica de Sierra Madre del Sur son determinantes. En cuanto a la baja altura, la presión del aire es mayor en zonas bajas, lo que permite que el calor se exparsa más fácil.Por otro lado, la sombra orográfica se refiere al fenómeno ocasionado por el ascenso del aire por la Sierra Madre del Sur, donde se libera de la humedad, para después bajar insaturado, seco, lo que ayuda a que se caliente, ocasionando así las altas temperaturas de la región.
El clima de Tierra Caliente es muy caluroso la mayor parte del año, alcanzando temperaturas extremas superiores a 50 °C. Los municipios con la mayor temperatura registrada son Tepalcatepec con 53.3 °C, y 52.9 °C y 52.7 °C los de Carácuaro y Huetamo, el resto de la región varia de 40 °C a 50 °C.
La precipitación de la región es muy baja durante todo el año, con precipitaciones de 300 mm mínima y máximos valores de 700 mm. Los valores mínimos se presentan en la depresión del Río Tepalcatepec a causa de la sombra orográfica de la Sierra Madre del Sur, ya que las lluvias se vierten en la ladera que apunta al mar y sólo un pequeño porcentaje de humedad llega al interior. La menor humedad se registra en Tepalcatepec, Infiernillo y Churumuco.
Siguiendo la clasificación climática de Köppen-Geiger, en la depresión del Tepalcatepec y la zona que rodea el Infiernillo predomina el clima semiárido cálido (BSh), mientras que las regiones más altas de la misma depresión así como casi toda la depresión del Balsas presentan un clima tropical de sabana (Aw).
 

De acuerdo con la modificación de García al sistema de Köppen, la parte más baja de la depresión del Tepalcatepec y la zona suroeste de la depresión del Balsas presenta un clima «seco muy cálido y cálido»; la zonas de mayor altura presentan un clima «cálido subhúmedo con abundante lluvias en verano», mientras que la zona intermedia entre ambos climas exhibe un clima «semiseco muy cálido y cálido».
| Parámetros climáticos promedio de Huetamo (1933-2012) | Parámetros climáticos promedio de Huetamo (1933-2012) | Parámetros climáticos promedio de Huetamo (1933-2012) | Parámetros climáticos promedio de Huetamo (1933-2012) | Parámetros climáticos promedio de Huetamo (1933-2012) | Parámetros climáticos promedio de Huetamo (1933-2012) | Parámetros climáticos promedio de Huetamo (1933-2012) | Parámetros climáticos promedio de Huetamo (1933-2012) | Parámetros climáticos promedio de Huetamo (1933-2012) | Parámetros climáticos promedio de Huetamo (1933-2012) | Parámetros climáticos promedio de Huetamo (1933-2012) | Parámetros climáticos promedio de Huetamo (1933-2012) | Parámetros climáticos promedio de Huetamo (1933-2012) | Parámetros climáticos promedio de Huetamo (1933-2012) |
| Mes                                                   | Ene.                                                  | Feb.                                                  | Mar.                                                  | Abr.                                                  | May.                                                  | Jun.                                                  | Jul.                                                  | Ago.                                                  | Sep.                                                  | Oct.                                                  | Nov.                                                  | Dic.                                                  | Anual                                                 |
| ----------------------------------------------------- | ----------------------------------------------------- | ----------------------------------------------------- | ----------------------------------------------------- | ----------------------------------------------------- | ----------------------------------------------------- | ----------------------------------------------------- | ----------------------------------------------------- | ----------------------------------------------------- | ----------------------------------------------------- | ----------------------------------------------------- | ----------------------------------------------------- | ----------------------------------------------------- | ----------------------------------------------------- |
| Temp. máx. abs. (°C)                                  | 44.0                                                  | 45.0                                                  | 51.2                                                  | 48.5                                                  | 48.5                                                  | 48.0                                                  | 43.5                                                  | 45.5                                                  | 43.0                                                  | 44.0                                                  | 45.0                                                  | 45.0                                                  | 46.4                                                  |
| Temp. máx. media (°C)                                 | 36.3                                                  | 37.9                                                  | 40.4                                                  | 42.2                                                  | 42.9                                                  | 39                                                    | 35.9                                                  | 35.7                                                  | 35.5                                                  | 36.5                                                  | 36.9                                                  | 36.2                                                  | 37.9                                                  |
| Temp. media (°C)                                      | 26.1                                                  | 27.4                                                  | 29.4                                                  | 31.6                                                  | 32.6                                                  | 31.0                                                  | 28.8                                                  | 28.8                                                  | 29.5                                                  | 28.8                                                  | 27.9                                                  | 26.5                                                  | 29                                                    |
| Temp. mín. media (°C)                                 | 15.5                                                  | 16.8                                                  | 18.3                                                  | 21.2                                                  | 23.0                                                  | 23.1                                                  | 21.7                                                  | 21.9                                                  | 21.6                                                  | 21.1                                                  | 18.9                                                  | 16.9                                                  | 20                                                    |
| Precipitación total (mm)                              | 10.5                                                  | 0.5                                                   | 0.6                                                   | 0.3                                                   | 15.9                                                  | 157.4                                                 | 178.0                                                 | 161.9                                                 | 168.8                                                 | 52.8                                                  | 8.6                                                   | 0.5                                                   | 755.8                                                 |
| Días de lluvias (≥ 1 mm)                              | 0.6                                                   | 0.2                                                   | 0.1                                                   | 0.1                                                   | 1.9                                                   | 10.5                                                  | 12.1                                                  | 11.7                                                  | 10.6                                                  | 4.2                                                   | 0.9                                                   | 0.2                                                   | 53.1                                                  |
| Fuente: Servicio Meteorológico Nacional               |                                                       |                                                       |                                                       |                                                       |                                                       |                                                       |                                                       |                                                       |                                                       |                                                       |                                                       |                                                       |                                                       |

| Parámetros climáticos promedio de Apatzingán, Apatzingán (1961-2002) | Parámetros climáticos promedio de Apatzingán, Apatzingán (1961-2002) | Parámetros climáticos promedio de Apatzingán, Apatzingán (1961-2002) | Parámetros climáticos promedio de Apatzingán, Apatzingán (1961-2002) | Parámetros climáticos promedio de Apatzingán, Apatzingán (1961-2002) | Parámetros climáticos promedio de Apatzingán, Apatzingán (1961-2002) | Parámetros climáticos promedio de Apatzingán, Apatzingán (1961-2002) | Parámetros climáticos promedio de Apatzingán, Apatzingán (1961-2002) | Parámetros climáticos promedio de Apatzingán, Apatzingán (1961-2002) | Parámetros climáticos promedio de Apatzingán, Apatzingán (1961-2002) | Parámetros climáticos promedio de Apatzingán, Apatzingán (1961-2002) | Parámetros climáticos promedio de Apatzingán, Apatzingán (1961-2002) | Parámetros climáticos promedio de Apatzingán, Apatzingán (1961-2002) | Parámetros climáticos promedio de Apatzingán, Apatzingán (1961-2002) |
| Mes                                                                  | Ene.                                                                 | Feb.                                                                 | Mar.                                                                 | Abr.                                                                 | May.                                                                 | Jun.                                                                 | Jul.                                                                 | Ago.                                                                 | Sep.                                                                 | Oct.                                                                 | Nov.                                                                 | Dic.                                                                 | Anual                                                                |
| -------------------------------------------------------------------- | -------------------------------------------------------------------- | -------------------------------------------------------------------- | -------------------------------------------------------------------- | -------------------------------------------------------------------- | -------------------------------------------------------------------- | -------------------------------------------------------------------- | -------------------------------------------------------------------- | -------------------------------------------------------------------- | -------------------------------------------------------------------- | -------------------------------------------------------------------- | -------------------------------------------------------------------- | -------------------------------------------------------------------- | -------------------------------------------------------------------- |
| Temp. máx. abs. (°C)                                                 | 38.5                                                                 | 39.5                                                                 | 42.5                                                                 | 43.3                                                                 | 46.5                                                                 | 44.0                                                                 | 43.0                                                                 | 41.5                                                                 | 39.0                                                                 | 41.5                                                                 | 43.0                                                                 | 38.4                                                                 | 46.5                                                                 |
| Temp. máx. media (°C)                                                | 32.8                                                                 | 34.4                                                                 | 37.0                                                                 | 39.3                                                                 | 40.1                                                                 | 37.9                                                                 | 34.9                                                                 | 34.2                                                                 | 33.8                                                                 | 34.2                                                                 | 34.0                                                                 | 33.1                                                                 | 35.5                                                                 |
| Temp. media (°C)                                                     | 24.7                                                                 | 26.0                                                                 | 28.3                                                                 | 30.6                                                                 | 32.3                                                                 | 31.3                                                                 | 29.0                                                                 | 28.4                                                                 | 28.1                                                                 | 28.1                                                                 | 27.2                                                                 | 25.4                                                                 | 28.3                                                                 |
| Temp. mín. media (°C)                                                | 16.655                                                               | 17.5                                                                 | 19.6                                                                 | 21.8                                                                 | 24.5                                                                 | 24.7                                                                 | 23.2                                                                 | 22.6                                                                 | 22.5                                                                 | 22.1                                                                 | 20.3                                                                 | 17.7                                                                 | 21.1                                                                 |
| Temp. mín. abs. (°C)                                                 | 6.0                                                                  | 10.0                                                                 | 7.5                                                                  | 11.5                                                                 | 10.0                                                                 | 14.0                                                                 | 17.0                                                                 | 18.5                                                                 | 19.0                                                                 | 14.0                                                                 | 9.5                                                                  | 10.0                                                                 | 6.0                                                                  |
| Precipitación total (mm)                                             | 15.6                                                                 | 2.7                                                                  | 2.2                                                                  | 0.9                                                                  | 12.7                                                                 | 132.1                                                                | 171.5                                                                | 176.6                                                                | 156.1                                                                | 80.6                                                                 | 12.7                                                                 | 5.7                                                                  | 769.3                                                                |
| Días de precipitaciones (≥ 0.1 mm)                                   | 1.3                                                                  | 0.7                                                                  | 0.3                                                                  | 0.3                                                                  | 1.6                                                                  | 11.2                                                                 | 15.0                                                                 | 14.2                                                                 | 13.3                                                                 | 5.7                                                                  | 1.4                                                                  | 0.7                                                                  | 65.7                                                                 |
| Fuente n.º 1: Servicio Meteorológico Nacional                        |                                                                      |                                                                      |                                                                      |                                                                      |                                                                      |                                                                      |                                                                      |                                                                      |                                                                      |                                                                      |                                                                      |                                                                      |                                                                      |
| Fuente n.º 2: INIFAP                                                 |                                                                      |                                                                      |                                                                      |                                                                      |                                                                      |                                                                      |                                                                      |                                                                      |                                                                      |                                                                      |                                                                      |                                                                      |                                                                      |

### Ambiente

#### Flora

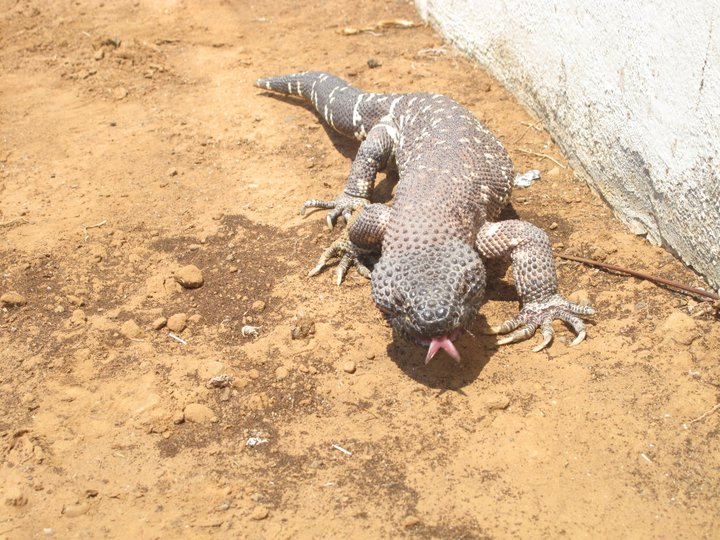
Monstruo de Gila.

La comunidad vegetal más abundante en la región es el bosque seco. Muy relacionado con esta comunidad se desarrolla también el bosque espinoso, localizado en zonas donde la precipitación media anual se encuentra abajo de los 500 mm y el suelo es más profundo, como es el caso de las zonas más bajas de la depresión del Balsas y en los suelos aluviales de la depresión del Tepalcatepec.

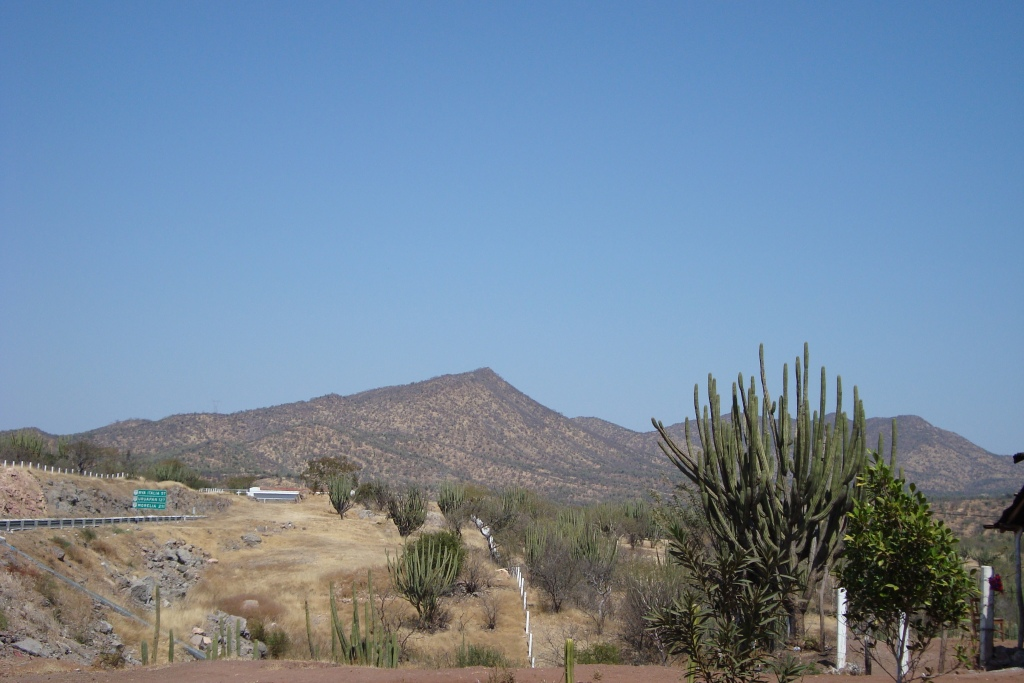
Paisaje desértico del valle de Tierra Caliente, en Apatzingán-Tepalcatepec.

De modo más específico, la flora de Tierra Caliente es comprendida por diferentes cactus (Coryphnatha, Cephalocereus, Opuntia, Peniocerus, Pereskiopsis, Stenocereus, Backebergia militaris, etc.), parotas, tepehuaje, ceiba, mezquite, huizache, pinzan, pitires, etc.

## Demografía
En la Tierra Caliente Michoacana habitan poco más de 489 828 habitantes y las principales ciudades y localidades por población son las siguientes:
| Puesto | Ciudad/Localidad              | Población | Municipio      |
| ------ | ----------------------------- | --------- | -------------- |
| 1      | Apatzingán de la Constitución | 102 362   | Apatzingán     |
| 2      | Nueva Italia                  | 32 328    | Múgica         |
| 3      | Huetamo de Núñez              | 23 836    | Huetamo        |
| 4      | Tepalcatepec                  | 17 293    | Tepalcatepec   |
| 5      | Lombardía                     | 12 309    | Gabriel Zamora |
| 6      | Buenavista Tomatlán           | 12 262    | Buenavista     |
| 7      | Antúnez                       | 10 271    | Parácuaro      |
| 9      | La Huacana                    | 9647      | La Huacana     |
| 10     | Aguililla                     | 8505      | Aguililla      |

### Municipios por población
A continuación se enlistan los municipios de Tierra Caliente de Michoacán por población, siendo el Municipio de Apatzingán el más poblado y el Nocupétaro el menos poblado, según el Censo de Población y Vivienda 2020 por el INEGI:
| Municipio                   | Población |
| Total Región                | 489 828   |
| Apatzingán                  | 126 191   |
| Múgica                      | 45 732    |
| Buenavista                  | 45 538    |
| Huetamo                     | 41 973    |
| La Huacana                  | 30 627    |
| Turicato                    | 29 056    |
| Parácuaro                   | 26 832    |
| Tepalcatepec                | 24 074    |
| Gabriel Zamora              | 21 466    |
| San Lucas                   | 17 677    |
| Aguililla                   | 14 754    |
| Tuzantla                    | 14 329    |
| Tiquicheo de Nicolás Romero | 12 836    |
| Churumuco                   | 12 342    |
| Carácuaro                   | 9176      |
| Nuevo Urecho                | 9027      |
| Nocupétaro                  | 8196      |

### Problemas sociales
Además de ser una región no muy apropiada para el cultivo, la región sufre de problemas de pobreza y rezago social en extremo, además de la existencia de carteles del narcotráfico que la hacen una de los zonas peligrosas de Michoacán y del país. 
Debido a la inmensa migración por parte de los pobladores de varios pueblos cercanos por la inseguridad, la zona se ha quedado casi despoblada.
Durante un tiempo, surgieron en los municipios grupos armados conocidos como «autodefensas», los cuales se dedicaban a eliminar a miembros de carteles del narcotráfico, así como a la captura de los capos de la droga más importantes de la región. Volviéndose más violentos a principios del 2019 por la rivalidad de varios carteles. Son pocos los lugares que cuentan con autodefensas, siendo Tepalcatepec el único en Tierra Caliente.

## Cultura
Las tradiciones de Tierra Caliente principalmente sones los cuales son constituidos principalmente por arpa grande, violín, guitarra, tambora, tololoche, en si la banda, se baila al estilo de zapateado.